# Uloborus parvulus
Uloborus parvulus là một loài nhện trong họ Uloboridae.
Loài này thuộc chi Uloborus. Uloborus parvulus được Joachim Schmidt miêu tả năm 1976.